# Сліпак гігантський
{{#ifeq:0|0|{{#if:|{{#if:Spalaxgiganteus|[[]}}|}}}}
Сліпа́к гіга́нтський, іноді сліпак російський, (Spalax giganteus) — підземний гризун роду сліпак (Spalax) родини сліпакові (Spalacidae). Рідкісний вид, ендемік півдня Росії, занесений до Червоної книги Росії.

## Зовнішній вигляд
Представники виду є найбільшими у всьому роді сліпаків, довжиною тіла до 25-35, іноді до 40 см. Хвіст короткий, приблизно 3-5 см. Колір хутра світло-жовто-піщаний, зверху світлий або вохристо-бурий. У старих особин голова зверху майже біла. Хутро густе та м'яке, добре розчісується в будь-яку сторону. Такий покрив дозволяє не розвертаючись з однаковою швидкістю рухатись і вперед і назад. При розвертанні сліпак робить сальто через голову. Вага дорослої особини становить майже 1 кг. Очі та зовнішні вуха відсутні. Від носа до вух на місці зрощених повік проходить добре помітна шкіряста складка, ребро якої має густе хутро.

## Спосіб життя
Населяє ділянки з глинистим та піщаним ґрунтом і порівняно бідною рослинністю, але обирає в основному зволожені ділянки (долини річок, улоговини, низини), де рослин побільше. Зустрічається в долинах річок, на зрошуваних полях, особливо люцерни, та виноградниках, по краях лісових масивів, на городах. Риє дуже довгі ходи (навесні 200–300 м, восени 450–900 м) на глибині 30-75 см. Гніздові камери облаштовує на глибині 90-220 см. На поверхню викидає багато землі у вигляді купок діаметром до 1,5 м та висотою до 70 см. Індивідуальні ділянки навесні сягають площі 0,9-5,7 га, восени — 4,2-9,9 га. Активні цілий рік.
Для сліпака характерна повна або факультативна моногамія. Гін проходить в грудні-січні. Протяжність вагітності близько місяця. Самиця народжує один раз на 1-2 роки, зазвичай навесні. Кількість дитинчат у гнізді 2-3, максимум 6. В період лактації вони знаходяться при самиці, але до осені молодняк залишає гніздо. Дорослішають на другий рік життя.
Живляться в основному підземними частинами різних рослин (коріння, цибулини, бульби тощо). Роблять запаси їжі до 2-6 кг. Ворогів у сліпаків практично немає, але ними можуть бути наземні та повітряні хижаки. Останні лише під час розселення, так як сліпак веде виключно підземний спосіб життя.

## Систематика
Відноситься до окремої групи «giganteus», до якої входить також сліпак піщаний (Spalax arenarius) та сліпак уральський (Spalax uralensis). Від інших представників роду ізольований географічно. До 1993 року розглядався разом зі сліпаком уральським як єдиний вид, а другий мав статус казахського підвиду. Але після краніометричного аналізу А. Пузаченко запропонував визнавати сліпака уральського окремим видом.

## Поширення
Сліпак гігантський поширений у пустелях та напівпустелях північно-західного узбережжя Каспійського моря. Південна межа проходить по смузі між Махачкалою та Гудермесом, північна — по південній частині Астраханської області. Район охоплює нижні течії річок Кума, Терек та Сулак, тобто Терсько-Кумська та Терсько-Сулацька низовини. Зміни ареалів від моменту останніх досліджень невідомі.
Ареал можна умовно розділити на 2 ділянки. Перший обмежений з півдня залізницею Махачкала-Гудермес до станиці Наурська в Ічкерії, північно-західна межа проходить приблизно в районі Терсько-Кумського каналу до селища Ачикулак Ставропольського краю, північно-східна — від південного краю Брянської коси через селища Таловка, Чубутла та Арсланбек, далі через північний край Терсклінсько-Бажигансько-Ачикулацьких пісків до селища Ачикулак. Друга невелика ділянка розташована на півдні Калмикії в районі селища Улан-Хол.
Поширення популяцій сліпака гігантського відзначаються своєю плямистість в межах ареалу. Це пояснюється крайовими ділянками піщаних масивів. У пісках Кокжиде, наприклад, сліпак населяє лише периферійну частину, що становить всього 20%, а на стаціонарі Кумжарган за 6 років спостережень чисельність взагалі не змінювалась.

## Чисельність
Відомостей про чисельність сліпака мало. У Дагестані у місцях суцільних поселень був проведений облік на площі 1,5 млн га, який визначив, що чисельність тварини сягає 0,5 особин на га. Загальна чисельність оцінювалась в 600 або 700–750 особин. Але після останніх аеродосліджень з наступною екстраполяцією чисельність сліпака у Дагестані оцінюється в 10 тисяч особин. Щільність популяції в районі річки Таловка станом на 1991 рік становила 0,5-2 особини на га (1980 року при обліку на площі 3,5 тис. га було знайдено 37-40 тварин, що вдвічі менше, аніж дав облік за 1978 рік). Найбільші скупчення спостерігалися у Кизилюртівському, Хасавюртівському та Кізлярському районах. Відмічено зменшення чисельності в Ічкерії, де вид повністю зник з правобережжя Тереку, а також у Дагестані в районі Брянської коси на північ від сіл Крайновка та Ново-Теречне.

## Значення та охорона
Сліпак є шкідником, так як знищує кореневу систему багатьох цінних рослин, руйнує зрошувальні канали, пошкоджує телефонні та радіокабелі, прокладені під землею. Негативного впливу на популяцію сліпака надають суворі зими та промерзання ґрунту. Антропогенний вплив поки що не помітний, хоча чисельність особин у Дагестані зменшується за рахунок розорювання степових ділянок та будівництва зрошувальних каналів. Неблагополучний для сліпака і перевипас худоби. Поряд з цим сліпак може зайняти прийнятні для себе антропогенні екосистеми — сади, поля, городи. Екологічною вразливістю є досить низький потенціал збільшення популяції та консервативність внутрішньої структури популяцій, яка забезпечує лише заміщення природної смертності.
Занесений до Червоного списку МСОП-96. Охорона виду відбувається шляхом заборони на промисел, але спеціальних мір поки що не розроблено. У Дагестані планується виділення ділянок землі для охорони виду. Охоронявся в Ічкерії у Степному та Парабочевському заказниках, в Дагестані в Янгіюртівському, Хамаматюртівському та Аграханському заказниках.